# Eishockey-Weltmeisterschaft der U18-Junioren 2017
Die 19. Eishockey-Weltmeisterschaften der U18-Junioren der Internationalen Eishockey-Föderation IIHF waren die Eishockey-Weltmeisterschaften des Jahres 2017 in der Altersklasse der Unter-Achtzehnjährigen (U18). Insgesamt nahmen zwischen dem 13. März und 23. April 2017 43 Nationalmannschaften an den sieben Turnieren der Top-Division sowie der Divisionen I bis III teil.
Der Weltmeister wurde zum zehnten Mal insgesamt die US-amerikanische Mannschaft, die den Vorjahres-Weltmeister Finnland im Finale mit 4:2 bezwingen konnte. Es war der siebte Titelgewinn der Amerikaner in den zurückliegenden neun Jahren. Den dritten Rang belegte die russische Auswahl, die damit erstmals seit der Weltmeisterschaft 2011 eine Medaille gewann. Die deutsche Mannschaft enttäuschte mit dem fünften Rang in der Gruppe A der Division I und verpasste damit den Aufstieg in die Top-Division deutlich. Das Schweizer Team beendete das Turnier auf dem achten Rang. Österreich erreichte in der Gruppe B der Division I den zweiten Rang und verpasste damit den anvisierten Wiederaufstieg in die A-Gruppe.

## Teilnehmer, Austragungsorte und -zeiträume
- Top-Division: 13. bis 23. April 2017 in Poprad und Spišská Nová Ves, Slowakei
Teilnehmer:  Belarus (Aufsteiger),  Finnland (Titelverteidiger),  Kanada,  Lettland,  Russland,  Schweden,  Schweiz,  Slowakei,  Tschechien,  USA

- Division I
  - Gruppe A: 7. bis 13. April 2017 in Bled, Slowenien
Teilnehmer:  Dänemark (Absteiger),  Deutschland,  Frankreich,  Kasachstan,  Norwegen,  Ungarn (Aufsteiger)
  - Gruppe B: 15. bis 21. April 2017 in Bled, Slowenien
Teilnehmer:  Italien,  Japan,  Österreich (Absteiger),  Polen (Aufsteiger),  Slowenien,  Ukraine

- Division II
  - Gruppe A: 2. bis 8. April 2017 in Gangneung, Südkorea
Teilnehmer:  Estland (Aufsteiger),  Großbritannien,  Kroatien,  Litauen,  Rumänien,  Südkorea (Absteiger)
  - Gruppe B: 13. bis 19. März 2017 in Belgrad, Serbien
Teilnehmer:  Australien (Aufsteiger),  Belgien,  Island,  Niederlande (Absteiger),  Serbien,  Spanien

- Division III:
  - Gruppe A: 21. bis 27. März 2017 in Taipeh, Republik China (Taiwan)
Teilnehmer:  Bulgarien,  Republik China (Taiwan),  Volksrepublik China (Absteiger),  Israel,  Neuseeland (Aufsteiger),  Türkei
  - Gruppe B: 17. bis 19. März 2017 in Mexiko-Stadt, Mexiko
Teilnehmer:  Hongkong,  Mexiko (Absteiger),  Südafrika

## Top-Division
Die U18-Weltmeisterschaft wurde vom 13. bis zum 23. April 2017 in den slowakischen Städten Poprad und Spišská Nová Ves ausgetragen. Gespielt wurde im Zimný štadión Poprad (4.464 Plätze) sowie im Zimný štadión Spišská Nová Ves mit 6.500 Plätzen. Insgesamt besuchten 73.690 Zuschauer die 31 Turnierspiele, was einem Schnitt von 2.377 pro Partie entspricht.
Am Turnier nahmen zehn Nationalmannschaften teil, die in zwei Gruppen zu je fünf Teams spielten. Dabei setzten sich die beiden Gruppen nach den Platzierungen der Nationalmannschaften bei der Weltmeisterschaft 2016 nach folgendem Schlüssel zusammen:
| Gruppe A     | Gruppe B       |
| Finnland (1) | Schweden (2)   |
| Kanada (4)   | USA (3)        |
| Slowakei (5) | Russland (6)   |
| Schweiz (8)  | Tschechien (7) |
| Lettland (9) | Belarus (11)   |

Der Weltmeister wurde zum zehnten Mal insgesamt die US-amerikanische Mannschaft, die den Vorjahres-Weltmeister Finnland im Finale mit 4:2 bezwingen konnte. Es war der siebte Titelgewinn der Amerikaner in den zurückliegenden neun Jahren. Den dritten Rang belegte die russische Auswahl, die damit erstmals seit der Weltmeisterschaft 2011 eine Medaille gewann. In der Abstiegsrunde unterlag Lettland dem belarussischen Team und stieg in die Gruppe A der Division I ab.

### Modus
Bereits für die Weltmeisterschaft 2013 wurde ein neuer Spielmodus beschlossen. Nach den Gruppenspielen der Vorrunde qualifizieren sich die vier Gruppenbesten für das Viertelfinale. Die beiden Fünften der Gruppenspiele bestreiten die Abstiegsrunde im Modus „Best-of-Three“ und ermitteln dabei einen Absteiger in die Division IA. Die Platzierungsspiele um Platz sieben und fünf entfallen weiterhin.

### Austragungsorte
| Poprad |

| Spišská Nová Ves |

| Poprad |

| Spišská Nová Ves |

### Vorrunde

#### Gruppe A
| 13. April 2017 15:30 Uhr (Ortszeit) | Lettland | 1:4 (1:1, 0:2, 0:1) Spielbericht | Kanada | Zimný štadión, Poprad Zuschauer: 1.435 |

| 13. April 2017 19:30 Uhr | Slowakei | 4:5 (0:1, 4:3, 0:1) Spielbericht | Finnland | Zimný štadión, Poprad Zuschauer: 3.935 |

| 14. April 2017 19:30 Uhr | Schweiz | 4:0 (2:0, 1:0, 1:0) Spielbericht | Lettland | Zimný štadión, Poprad Zuschauer: 1.210 |

| 15. April 2017 15:30 Uhr | Finnland | 5:1 (2:0, 2:0, 1:1) Spielbericht | Schweiz | Zimný štadión, Poprad Zuschauer: 1.962 |

| 15. April 2017 19:30 Uhr | Kanada | 4:3 n. V. (3:1, 0:1, 0:1, 1:0) Spielbericht | Slowakei | Zimný štadión, Poprad Zuschauer: 4.318 |

| 16. April 2017 19:30 Uhr | Lettland | 2:7 (1:2, 1:3, 0:2) Spielbericht | Finnland | Zimný štadión, Poprad Zuschauer: 1.116 |

| 17. April 2017 15:30 Uhr | Kanada | 7:3 (2:0, 1:2, 4:1) Spielbericht | Schweiz | Zimný štadión, Poprad Zuschauer: 1.562 |

| 17. April 2017 19:30 Uhr | Slowakei | 4:0 (1:0, 2:0, 1:0) Spielbericht | Lettland | Zimný štadión, Poprad Zuschauer: 4.496 |

| 18. April 2017 15:30 Uhr | Finnland | 6:3 (1:1, 3:1, 2:1) Spielbericht | Kanada | Zimný štadión, Poprad Zuschauer: 2.201 |

| 18. April 2017 19:30 Uhr | Schweiz | 1:2 (0:0, 1:1, 0:1) Spielbericht | Slowakei | Zimný štadión, Poprad Zuschauer: 4.496 |

| Pl. |          | Sp | S | OTS | OTN | N | Tore  | Punkte |
| 1.  | Finnland | 4  | 4 | 0   | 0   | 0 | 23:10 | 12     |
| 2.  | Kanada   | 4  | 2 | 1   | 0   | 1 | 18:13 | 8      |
| 3.  | Slowakei | 4  | 2 | 0   | 1   | 1 | 13:10 | 7      |
| 4.  | Schweiz  | 4  | 1 | 0   | 0   | 3 | 09:14 | 3      |
| 5.  | Lettland | 4  | 0 | 0   | 0   | 4 | 03:19 | 0      |

Abkürzungen: Pl. = Platz, Sp = Spiele, S = Siege, OTS = Siege nach Verlängerung (Overtime) oder Penaltyschießen, OTN = Niederlagen nach Verlängerung oder Penaltyschießen, N = Niederlagen

Erläuterungen: Viertelfinalqualifikant, Abstiegsrundenqualifikant

#### Gruppe B
| 13. April 2017 15:30 Uhr | Belarus | 0:7 (0:0, 0:5, 0:2) Spielbericht | USA | Zimný štadión, Spišská Nová Ves Zuschauer: 567 |

| 13. April 2017 19:30 Uhr | Russland | 3:1 (0:1, 0:0, 3:0) Spielbericht | Schweden | Zimný štadión, Spišská Nová Ves Zuschauer: 2.350 |

| 14. April 2017 19:30 Uhr | Tschechien | 7:4 (2:1, 4:1, 1:2) Spielbericht | Belarus | Zimný štadión, Spišská Nová Ves Zuschauer: 2.231 |

| 15. April 2017 15:30 Uhr | USA | 5:4 (0:1, 3:0, 2:3) Spielbericht | Russland | Zimný štadión, Spišská Nová Ves Zuschauer: 5.503 |

| 15. April 2017 19:30 Uhr | Schweden | 3:2 (1:0, 1:1, 1:1) Spielbericht | Tschechien | Zimný štadión, Spišská Nová Ves Zuschauer: 5.126 |

| 16. April 2017 19:30 Uhr | Belarus | 2:3 (1:2, 1:0, 0:1) Spielbericht | Schweden | Zimný štadión, Spišská Nová Ves Zuschauer: 1.503 |

| 17. April 2017 15:30 Uhr | USA | 5:2 (2:1, 2:1, 1:0) Spielbericht | Tschechien | Zimný štadión, Spišská Nová Ves Zuschauer: 3.856 |

| 17. April 2017 19:30 Uhr | Russland | 4:1 (0:0, 2:1, 2:0) Spielbericht | Belarus | Zimný štadión, Spišská Nová Ves Zuschauer: 1.123 |

| 18. April 2017 15:30 Uhr | Schweden | 1:5 (0:2, 1:1, 0:2) Spielbericht | USA | Zimný štadión, Spišská Nová Ves Zuschauer: 2.354 |

| 18. April 2017 19:30 Uhr | Tschechien | 4:5 n. V. (1:1, 1:1, 2:2, 0:1) Spielbericht | Russland | Zimný štadión, Spišská Nová Ves Zuschauer: 2.764 |

| Pl. |            | Sp | S | OTS | OTN | N | Tore  | Punkte |
| 1.  | USA        | 4  | 4 | 0   | 0   | 0 | 22:07 | 9      |
| 2.  | Russland   | 4  | 2 | 1   | 0   | 1 | 16:11 | 8      |
| 3.  | Schweden   | 4  | 2 | 0   | 0   | 2 | 08:12 | 6      |
| 4.  | Tschechien | 4  | 1 | 0   | 1   | 2 | 15:17 | 4      |
| 5.  | Belarus    | 4  | 0 | 0   | 0   | 4 | 07:21 | 0      |

Abkürzungen: Pl. = Platz, Sp = Spiele, S = Siege, OTS = Siege nach Verlängerung (Overtime) oder Penaltyschießen, OTN = Niederlagen nach Verlängerung oder Penaltyschießen, N = Niederlagen

Erläuterungen: Viertelfinalqualifikant, Abstiegsrundenqualifikant

### Abstiegsrunde
Die Relegationsrunde wurde im Modus „Best-of-Three“ ausgetragen. Hierbei trafen der Fünftplatzierte der Gruppe A und der Fünfte der Gruppe B aufeinander. Die Mannschaft, die von maximal drei Spielen zuerst zwei für sich entscheiden konnte, verblieb in der WM-Gruppe, der Verlierer stieg in die Division IA ab.
| 20. April 2017 11:30 Uhr (Ortszeit) | Belarus | 2:0 (0:0, 1:0, 1:0) Spielbericht Stand: 1:0 | Lettland | Zimný štadión, Spišská Nová Ves Zuschauer: 356 |

| 21. April 2017 17:30 Uhr | Lettland | 3:2 (1:0, 1:1, 1:1) Spielbericht Stand: 1:1 | Belarus | Zimný štadión, Spišská Nová Ves Zuschauer: 309 |

| 23. April 2017 13:30 Uhr | Belarus | 3:1 (2:0, 0:0, 1:1) Spielbericht Stand: 2:1 | Lettland | Zimný štadión, Spišská Nová Ves Zuschauer: 131 |

### Finalrunde
|  | Viertelfinale | Viertelfinale | Viertelfinale |  |  | Halbfinale | Halbfinale | Halbfinale |  |  | Finale           | Finale           | Finale           |
|  |               |               |               |  |  |            |            |            |  |  |                  |                  |                  |
|  | B1            | USA           | 4             |  |  |            |            |            |  |  |                  |                  |                  |
|  | A4            | Schweiz       | 2             |  |  |            |            |            |  |  |                  |                  |                  |
|  |               |               |               |  |  | B1         | USA        | 4          |  |  |                  |                  |                  |
|  |               |               |               |  |  | B3         | Schweden   | 3          |  |  |                  |                  |                  |
|  | A2            | Kanada        | 3             |  |  |            |            |            |  |  |                  |                  |                  |
|  | B3            | Schweden      | 7             |  |  |            |            |            |  |  |                  |                  |                  |
|  |               |               |               |  |  |            |            |            |  |  | B1               | USA              | 4                |
|  |               |               |               |  |  |            |            |            |  |  | A1               | Finnland         | 2                |
|  | A1            | Finnland      | 6             |  |  |            |            |            |  |  |                  |                  |                  |
|  | B4            | Tschechien    | 5             |  |  |            |            |            |  |  |                  |                  |                  |
|  |               |               |               |  |  | A1         | Finnland   | 2          |  |  |                  |                  |                  |
|  |               |               |               |  |  | B2         | Russland   | 1          |  |  | Spiel um Platz 3 | Spiel um Platz 3 | Spiel um Platz 3 |
|  | B2            | Russland      | 3             |  |  |            |            |            |  |  | B2               | Russland         | 3                |
|  | A3            | Slowakei      | 2             |  |  |            |            |            |  |  | B3               | Schweden         | 0                |

#### Viertelfinale
| 20. April 2017 13:30 Uhr (Ortszeit) | Finnland | 6:5 n. V. (4:1, 1:3, 0:1, 1:0) Spielbericht | Tschechien | Zimný štadión, Poprad Zuschauer: 1.194 |

| 20. April 2017 15:30 Uhr | Kanada | 3:7 (0:1, 2:3, 1:3) Spielbericht | Schweden | Zimný štadión, Spišská Nová Ves Zuschauer: 2.259 |

| 20. April 2017 17:30 Uhr | Russland | 3:2 n. V. (1:0, 0:2, 1:0, 1:0) Spielbericht | Slowakei | Zimný štadión, Poprad Zuschauer: 4.496 |

| 20. April 2017 19:30 Uhr | USA | 4:2 (1:0, 1:2, 2:0) Spielbericht | Schweiz | Zimný štadión, Spišská Nová Ves Zuschauer: 2.342 |

#### Halbfinale
| 22. April 2017 15:30 Uhr | Finnland | 2:1 n. V. (0:0, 1:0, 0:1, 1:0) Spielbericht | Russland | Zimný štadión, Poprad Zuschauer: 2.936 |

| 22. April 2017 19:30 Uhr | USA | 4:3 n. V. (1:0, 1:1, 1:2, 1:0) Spielbericht | Schweden | Zimný štadión, Poprad Zuschauer: 2.732 |

#### Spiel um Platz 3
| 23. April 2017 15:30 Uhr | Russland | 3:0 (1:0, 1:0, 1:0) Spielbericht | Schweden | Zimný štadión, Poprad Zuschauer: 2.923 |

#### Finale
| 23. April 2017 19:30 Uhr | USA | 4:2 (2:0, 2:1, 0:1) Spielbericht | Finnland | Zimný štadión, Poprad Zuschauer: 3.904 |

### Statistik

#### Beste Scorer
Abkürzungen: Sp = Spiele, T = Tore, V = Assists, Pkt = Punkte, +/− = Plus/Minus, SM = Strafminuten; Fett: Turnierbestwert
| Spieler             | Team     | Sp | T | V  | Pkt | +/− | SM |
| ------------------- | -------- | -- | - | -- | --- | --- | -- |
| Kristian Vesalainen | Finnland | 7  | 6 | 7  | 13  | +5  | 8  |
| Miro Heiskanen      | Finnland | 7  | 2 | 10 | 12  | +8  | 0  |
| Iwan Tschechowitsch | Russland | 7  | 5 | 4  | 9   | +3  | 4  |
| Andrei Swetschnikow | Russland | 7  | 4 | 5  | 9   | +3  | 10 |
| Jesse Ylönen        | Finnland | 7  | 4 | 5  | 9   | +6  | 0  |
| Sean Dhooghe        | USA      | 7  | 3 | 6  | 9   | +8  | 2  |
| Joni Ikonen         | Finnland | 7  | 4 | 4  | 8   | +4  | 8  |
| Grant Mismash       | USA      | 7  | 3 | 5  | 8   | +4  | 10 |
| MacKenzie Entwistle | Kanada   | 5  | 4 | 3  | 7   | +1  | 6  |
| Aarne Talvitie      | Finnland | 7  | 4 | 3  | 7   | +1  | 6  |

#### Beste Torhüter
Abkürzungen: Sp = Spiele, Min = Eiszeit (in Minuten), GT = Gegentore, SO = Shutouts, Sv% = gehaltene Schüsse (in %), GTS = Gegentorschnitt; Fett: Turnierbestwert
| Spieler               | Team     | Sp | Min    | GT | SO | Sv%   | GTS  |
| --------------------- | -------- | -- | ------ | -- | -- | ----- | ---- |
| Maxim Schukow         | Russland | 5  | 319:19 | 14 | 0  | 92,59 | 2,63 |
| Dylan St. Cyr         | USA      | 7  | 429:39 | 14 | 1  | 92,09 | 1,96 |
| Niklāvs Rauza         | Lettland | 6  | 316:49 | 17 | 0  | 91,19 | 3,22 |
| Andrej Hrjschtschenko | Belarus  | 7  | 416:38 | 23 | 1  | 90,53 | 3,31 |
| Akira Schmid          | Schweiz  | 3  | 153:16 | 9  | 0  | 90,22 | 3,52 |

### Abschlussplatzierungen
| Pl. | Team       |
| --- | ---------- |
| 1   | USA        |
| 2   | Finnland   |
| 3   | Russland   |
| 4   | Schweden   |
| 5   | Kanada     |
| 6   | Slowakei   |
| 7   | Tschechien |
| 8   | Schweiz    |
| 9   | Belarus    |
| 10  | Lettland   |

### Titel, Auf- und Abstieg
| Weltmeister USA | Evan Barratt, Logan Cockerill, Sean Dhooghe, Joel Farabee, David Farrance, Max Gildon, Quinn Hughes, Tyler Inamoto, Philip Kemp, Nate Knoepke, Tommy Miller, Grant Mismash, Josh Norris, Michael Pastujov, Ryan Poehling, Cayden Primeau, Scott Reedy, Dylan St. Cyr, Adam Scheel, Graham Slaggert, Brady Tkachuk, Jacob Tortora, Oliver Wahlstrom Cheftrainer: John Wroblewski Assistenztrainer: Nick Fohr, Greg Moore |

| Silber Finnland | Santeri Aalto, Aleksi Anttalainen, Oskar Autio, Teemu Engberg, Miro Heiskanen, Joni Ikonen, Bernard Isiguzo, Jesse Koskenkorva, Jesperi Kotkaniemi, Rasmus Kupari, Otto Latvala, Lassi Lehtinen, Ukko-Pekka Luukkonen, Olli Maansaari, Linus Nyman, Eemeli Räsänen, Aarne Talvitie, Eero Teräväinen, Toni Utunen, Urho Vaakanainen, Kristian Vesalainen, Santeri Virtanen, Jesse Ylönen Cheftrainer: Juuso Nieminen Assistenztrainer: Anssi Laine |

| Bronze Russland | Jaroslaw Alexejew, Wenijamin Baranow, Michail Bizadse, Georgi Dedow, Danila Galenjuk, Jewgeni Kalabuschkin, Alexander Klissunow, Pawel Koltygin, Alexei Lipanow, Maxim Maruschew, Kirill Maximow, Iwan Muranow, Semjon Pereljajew, Dimitri Raiko, Mark Rubintschik, Dmitri Samorukow, Nikita Schaschkow, Maxim Schukow, Kirill Slepez, Andrei Swetschnikow, Alexei Toroptschenko, Iwan Tschechowitsch, Kirill Ustimenko Cheftrainer: Sergei Golubowitsch Assistenztrainer: Juri Babenko, Dmitri Kokorew, Igor Snarok |

| Absteiger in die Division IA:   | Lettland   |
| Aufsteiger in die Top-Division: | Frankreich |

### Auszeichnungen
Spielertrophäen
| Auszeichnung         | Spieler             | Team     |
| -------------------- | ------------------- | -------- |
| Wertvollster Spieler | Kristian Vesalainen | Finnland |
| Bester Torhüter      | Maxim Schukow       | Russland |
| Bester Verteidiger   | Miro Heiskanen      | Finnland |
| Bester Stürmer       | Kristian Vesalainen | Finnland |

All-Star-Team
| Angriff:      | Iwan Tschechowitsch – Sean Dhooghe – Kristian Vesalainen |
| Verteidigung: | Miro Heiskanen – Max Gildon                              |
| Tor:          | Dylan St. Cyr                                            |

## Division I

### Gruppe A in Bled, Slowenien
Das Turnier der Gruppe A wurde vom 7. bis 13. April 2017 im slowenischen Bled ausgetragen. Zuvor war bereits das Turnier der Gruppe B an die slowenische Stadt vergeben worden, da sich unter den sechs Teilnehmerländern aber kein Ausrichter fand, richtete Bled auch das Turnier der Gruppe A aus. Die Spiele fanden im 1.736 Zuschauer fassenden Hokejska dvorana Bled statt. Insgesamt besuchten 2.830 Zuschauer die 15 Turnierspiele, was einem Schnitt von 188 pro Partie entspricht.
Bereits nach dem vierten Turniertag waren sowohl die Entscheidung um den Aufstieg in die Top-Division als auch um den Abstieg in die Gruppe B der Division I gefallen. Frankreich sicherte sich nach vier Siegen zum Auftakt – darunter Siege gegen Deutschland und Vorjahresabsteiger Dänemark – den erstmaligen Aufstieg in die Top-Division. Die Franzosen hatten seit der Weltmeisterschaft 2009 ununterbrochen der Division I zugehört. Hinter Frankreich platzierte sich Kasachstan, dem auch der abschließende 5:0-Sieg über Frankreich am Schlusstag nichts mehr nutzte, auf dem zweiten Rang. Dänemark blieb als Absteiger der letzten Weltmeisterschaft nur der dritte Platz. Deutschland enttäuschte mit nur einem Sieg als Fünfter im Schlussklassement. Den Gang zurück in die B-Gruppe musste Aufsteiger Ungarn antreten, das keines der fünf Spiele gewann, lediglich sechs Treffer erzielte und zwei Spiele sogar in zweistelliger Höhe verlor.
| 7. April 2017 13:00 Uhr (Ortszeit) | Frankreich | 4:2 (1:2, 1:0, 2:0) Spielbericht | Deutschland | Hokejska dvorana, Bled Zuschauer: 140 |

| 7. April 2017 16:30 Uhr | Norwegen | 2:1 (1:0, 1:0, 0:1) Spielbericht | Kasachstan | Hokejska dvorana, Bled Zuschauer: 160 |

| 7. April 2017 20:00 Uhr | Ungarn | 1:4 (0:1, 1:2, 0:1) Spielbericht | Dänemark | Hokejska dvorana, Bled Zuschauer: 200 |

| 8. April 2017 13:00 Uhr | Deutschland | 5:6 n. V. (2:2, 1:2, 2:1, 0:1) Spielbericht | Norwegen | Hokejska dvorana, Bled Zuschauer: 200 |

| 8. April 2017 16:30 Uhr | Kasachstan | 2:1 (1:1, 1:0, 0:0) Spielbericht | Ungarn | Hokejska dvorana, Bled Zuschauer: 160 |

| 8. April 2017 20:00 Uhr | Dänemark | 2:4 (1:2, 1:0, 0:2) Spielbericht | Frankreich | Hokejska dvorana, Bled Zuschauer: 260 |

| 10. April 2017 13:00 Uhr | Ungarn | 3:6 (2:3, 1:2, 0:1) Spielbericht | Frankreich | Hokejska dvorana, Bled Zuschauer: 170 |

| 10. April 2017 16:30 Uhr | Dänemark | 3:2 (2:0, 1:1, 0:1) Spielbericht | Norwegen | Hokejska dvorana, Bled Zuschauer: 270 |

| 10. April 2017 20:00 Uhr | Deutschland | 2:6 (0:1, 0:3, 2:2) Spielbericht | Kasachstan | Hokejska dvorana, Bled Zuschauer: 230 |

| 11. April 2017 13:00 Uhr | Kasachstan | 4:3 n. V. (1:2, 2:1, 0:0, 1:0) Spielbericht | Dänemark | Hokejska dvorana, Bled Zuschauer: 150 |

| 11. April 2017 16:30 Uhr | Deutschland | 10:0 (5:0, 3:0, 2:0) Spielbericht | Ungarn | Hokejska dvorana, Bled Zuschauer: 160 |

| 11. April 2017 20:00 Uhr | Frankreich | 3:2 (0:0, 2:1, 1:1) Spielbericht | Norwegen | Hokejska dvorana, Bled Zuschauer: 250 |

| 13. April 2017 13:00 Uhr | Norwegen | 10:1 (3:0, 4:1, 3:0) Spielbericht | Ungarn | Hokejska dvorana, Bled Zuschauer: 130 |

| 13. April 2017 16:30 Uhr | Kasachstan | 5:0 (1:0, 1:0, 3:0) Spielbericht | Frankreich | Hokejska dvorana, Bled Zuschauer: 140 |

| 13. April 2017 20:00 Uhr | Dänemark | 5:4 (0:2, 1:1, 4:1) Spielbericht | Deutschland | Hokejska dvorana, Bled Zuschauer: 210 |

| Pl. |             | Sp | S | OTS | OTN | N | Tore  | Punkte |
| 1.  | Frankreich  | 5  | 4 | 0   | 0   | 1 | 17:14 | 12     |
| 2.  | Kasachstan  | 5  | 3 | 1   | 0   | 1 | 18:08 | 11     |
| 3.  | Dänemark    | 5  | 3 | 0   | 1   | 1 | 17:15 | 10     |
| 4.  | Norwegen    | 5  | 2 | 1   | 0   | 2 | 22:13 | 8      |
| 5.  | Deutschland | 5  | 1 | 0   | 1   | 3 | 23:21 | 4      |
| 6.  | Ungarn      | 5  | 0 | 0   | 0   | 5 | 06:32 | 0      |

Abkürzungen: Pl. = Platz, Sp = Spiele, S = Siege, OTS = Siege nach Verlängerung (Overtime) oder Penaltyschießen, OTN = Niederlagen nach Verlängerung oder Penaltyschießen, N = Niederlagen

Erläuterungen: Aufsteiger in die Top-Division, Absteiger in die Division IB

### Gruppe B in Bled, Slowenien
Das Turnier der Gruppe B wurde vom 15. bis 21. April 2017 ebenfalls im slowenischen Bled ausgetragen. Die Spiele fanden im 1.736 Zuschauer fassenden Hokejska dvorana Bled statt. Insgesamt besuchten 3.540 Zuschauer die 15 Turnierspiele, was einem Schnitt von 236 pro Partie entspricht. Das Turnier war damit leicht besser besucht als die in der Vorwoche an selber Stelle ausgetragene Gruppe A.
Mit dem Heimvorteil im Rücken gelang Gastgeber Slowenien nach vier Jahren in der Gruppe B der Division I die Rückkehr in die A-Gruppe und ließen damit die vor dem Turnierstart favorisierten Österreicher und Japaner hinter sich. Die Slowenen starteten furios ins Turnier und besiegten Japan am ersten Turniertag mit 10:0. Auch die Österreicher konnten ihre Auftaktpartie erst in der Verlängerung gewinnen, schlugen Slowenien dann aber tags darauf. Die Ukraine führte so nach zwei Turniertagen die Tabelle an. Nachdem Österreich gegen Italien verlor und auch die Ukrainer Punkte ließen, übernahmen die Slowenen durch einen Sieg gegen den späteren Absteiger Polen die Tabellenführung und gaben sie bis zum Schlusstag nicht wieder ab. Der Vorjahresaufsteiger Polen, der lediglich zwei Punkte durch Niederlagen nach der regulären Spielzeit sammeln konnte, stieg umgehend wieder in die Gruppe A der Division II ab.
| 15. April 2017 13:00 Uhr (Ortszeit) | Italien | 2:4 (0:1, 2:0, 0:3) Spielbericht | Ukraine | Hokejska dvorana, Bled Zuschauer: 100 |

| 15. April 2017 16:30 Uhr | Slowenien | 10:0 (6:0, 1:0, 3:0) Spielbericht | Japan | Hokejska dvorana, Bled Zuschauer: 400 |

| 15. April 2017 20:00 Uhr | Polen | 2:3 n. V. (0:0, 2:2, 0:0, 0:1) Spielbericht | Österreich | Hokejska dvorana, Bled Zuschauer: 150 |

| 16. April 2017 13:00 Uhr | Ukraine | 3:2 n. V. (0:2, 2:0, 0:0, 1:0) Spielbericht | Polen | Hokejska dvorana, Bled Zuschauer: 110 |

| 16. April 2017 16:30 Uhr | Österreich | 4:3 (2:1, 0:2, 2:0) Spielbericht | Slowenien | Hokejska dvorana, Bled Zuschauer: 620 |

| 16. April 2017 20:00 Uhr | Japan | 5:4 n. P. (2:2, 0:0, 2:2, 0:0, 1:0) Spielbericht | Italien | Hokejska dvorana, Bled Zuschauer: 180 |

| 18. April 2017 13:00 Uhr | Japan | 5:4 n. V. (0:2, 2:1, 2:1, 1:0) Spielbericht | Ukraine | Hokejska dvorana, Bled Zuschauer: 70 |

| 18. April 2017 16:30 Uhr | Polen | 0:2 (0:1, 0:0, 0:1) Spielbericht | Slowenien | Hokejska dvorana, Bled Zuschauer: 310 |

| 18. April 2017 20:00 Uhr | Österreich | 2:5 (2:3, 0:2, 0:0) Spielbericht | Italien | Hokejska dvorana, Bled Zuschauer: 170 |

| 19. April 2017 13:00 Uhr | Japan | 3:2 (1:1, 0:0, 2:1) Spielbericht | Polen | Hokejska dvorana, Bled Zuschauer: 110 |

| 19. April 2017 16:30 Uhr | Slowenien | 3:1 (1:1, 0:0, 2:0) Spielbericht | Italien | Hokejska dvorana, Bled Zuschauer: 310 |

| 19. April 2017 20:00 Uhr | Ukraine | 1:2 (0:0, 1:1, 0:1) Spielbericht | Österreich | Hokejska dvorana, Bled Zuschauer: 220 |

| 21. April 2017 13:00 Uhr | Italien | 5:3 (2:0, 3:1, 0:2) Spielbericht | Polen | Hokejska dvorana, Bled Zuschauer: 90 |

| 21. April 2017 16:30 Uhr | Ukraine | 3:4 (0:2, 3:1, 0:1) Spielbericht | Slowenien | Hokejska dvorana, Bled Zuschauer: 520 |

| 21. April 2017 20:00 Uhr | Österreich | 3:2 n. V. (0:0, 1:0, 1:2, 1:0) Spielbericht | Japan | Hokejska dvorana, Bled Zuschauer: 180 |

| Pl. |            | Sp | S | OTS | OTN | N | Tore  | Punkte |
| 1.  | Slowenien  | 5  | 4 | 0   | 0   | 1 | 22:08 | 12     |
| 2.  | Österreich | 5  | 2 | 2   | 0   | 1 | 14:13 | 10     |
| 3.  | Japan      | 5  | 1 | 2   | 1   | 1 | 15:23 | 8      |
| 4.  | Italien    | 5  | 2 | 0   | 1   | 2 | 17:17 | 7      |
| 5.  | Ukraine    | 5  | 1 | 1   | 1   | 2 | 15:15 | 6      |
| 6.  | Polen      | 5  | 0 | 0   | 2   | 3 | 09:16 | 2      |

Abkürzungen: Pl. = Platz, Sp = Spiele, S = Siege, OTS = Siege nach Verlängerung (Overtime) oder Penaltyschießen, OTN = Niederlagen nach Verlängerung oder Penaltyschießen, N = Niederlagen

Erläuterungen: Aufsteiger in die Division IA, Absteiger in die Division IIA

### Auf- und Abstieg
| Absteiger in die Division IA:   | Lettland   |
| Aufsteiger in die Top-Division: | Frankreich |
| Absteiger in die Division IB:   | Ungarn     |
| Aufsteiger in die Division IA:  | Slowenien  |
| Absteiger in die Division IIA:  | Polen      |
| Aufsteiger in die Division IB:  | Rumänien   |

## Division II

### Gruppe A in Gangneung, Südkorea
Das Turnier der Gruppe A der Division II wurde vom 2. bis 8. April 2017 im südkoreanischen Gangneung ausgetragen. Die Spiele fanden im 10.000 Zuschauer fassenden Gangneung Hockey Centre sowie dem 6.000 Zuschauer fassenden Kwandong Hockey Centre statt. Beide Stadien dienen bei den Olympischen Winterspielen 2018 in Pyeongchang als Wettkampfstätten für die olympischen Eishockeyturniere der Herren und Frauen. Sie wurden durch die Vergabe an den südkoreanischen Eishockeyverband Korea Ice Hockey Association – wie auch beim parallel ausgetragenen Turnier der Division IIA der Frauen-Weltmeisterschaft 2017 – im Rahmen der Welttitelkämpfe einem ersten Test nach der Fertigstellung der Arenen im Jahr 2016 unterzogen. Insgesamt besuchten 11.184 Zuschauer die 15 Turnierspiele, was einem Schnitt von 745 pro Spiel entspricht.
Der Vorjahresabsteiger Südkorea konnte den Heimvorteil nicht nutzen und musste Rumänien, das sich im direkten Duell gegen die Gastgeber den Turniersieg und damit den Aufstieg in die Gruppe B der Division I sicherte, den Vortritt lassen. Die Rumänen blieben in den fünf Turnierspielen nach der regulären Spielzeit unbesiegt und unterlagen lediglich dem späteren Tabellendritten Litauen am zweiten Turniertag in der Verlängerung. Für eine Überraschung sorgte Aufsteiger Estland, der lediglich gegen Rumänien verlor und das Turnier als Zweiter beendete. Den Weg in die Gruppe B der Division II musste Kroatien antreten, das lediglich einen Punkt holte.
| 2. April 2017 12:00 Uhr (Ortszeit) | 2. April 2017 5:00 Uhr (MESZ) | Litauen | 4:2 (1:0, 2:1, 1:1) Spielbericht | Südkorea | Kwandong Hockey Centre, Gangneung Zuschauer: 1.243 |

| 2. April 2017 16:30 Uhr | 2. April 2017 9:30 Uhr | Rumänien | 7:1 (2:0, 3:1, 2:0) Spielbericht | Kroatien | Gangneung Hockey Centre, Gangneung Zuschauer: 174 |

| 2. April 2017 21:00 Uhr | 2. April 2017 14:00 Uhr | Estland | 6:5 n. P. (2:3, 3:0, 0:2, 0:0, 1:0) Spielbericht | Großbritannien | Gangneung Hockey Centre, Gangneung Zuschauer: 215 |

| 4. April 2017 12:00 Uhr | 4. April 2017 5:00 Uhr | Kroatien | 3:4 n. V. (2:1, 1:1, 0:1, 0:1) Spielbericht | Estland | Kwandong Hockey Centre, Gangneung Zuschauer: 1.306 |

| 4. April 2017 16:30 Uhr | 4. April 2017 9:30 Uhr | Rumänien | 3:4 n. V. (2:2, 0:0, 1:1, 0:1) Spielbericht | Litauen | Gangneung Hockey Centre, Gangneung Zuschauer: 138 |

| 4. April 2017 21:00 Uhr | 4. April 2017 14:00 Uhr | Südkorea | 3:2 (1:1, 1:0, 1:1) Spielbericht | Großbritannien | Gangneung Hockey Centre, Gangneung Zuschauer: 956 |

| 5. April 2017 12:00 Uhr | 5. April 2017 5:00 Uhr | Rumänien | 4:0 (0:0, 3:0, 1:0) Spielbericht | Estland | Gangneung Hockey Centre, Gangneung Zuschauer: 1.329 |

| 5. April 2017 16:30 Uhr | 5. April 2017 9:30 Uhr | Litauen | 1:3 (0:0, 0:2, 1:1) Spielbericht | Großbritannien | Kwandong Hockey Centre, Gangneung Zuschauer: 297 |

| 5. April 2017 21:00 Uhr | 5. April 2017 14:00 Uhr | Südkorea | 4:1 (1:0, 1:0, 2:1) Spielbericht | Kroatien | Gangneung Hockey Centre, Gangneung Zuschauer: 424 |

| 7. April 2017 12:00 Uhr | 7. April 2017 5:00 Uhr | Großbritannien | 2:4 (0:3, 1:0, 1:1) Spielbericht | Rumänien | Gangneung Hockey Centre, Gangneung Zuschauer: 2.058 |

| 7. April 2017 16:30 Uhr | 7. April 2017 9:30 Uhr | Kroatien | 1:5 (0:5, 1:0, 0:0) Spielbericht | Litauen | Gangneung Hockey Centre, Gangneung Zuschauer: 100 |

| 7. April 2017 21:00 Uhr | 7. April 2017 14:00 Uhr | Estland | 4:3 n. V. (0:1, 2:0, 1:2, 1:0) Spielbericht | Südkorea | Kwandong Hockey Centre, Gangneung Zuschauer: 1.143 |

| 8. April 2017 12:00 Uhr | 8. April 2017 5:00 Uhr | Großbritannien | 6:3 (1:1, 1:1, 4:1) Spielbericht | Kroatien | Gangneung Hockey Centre, Gangneung Zuschauer: 245 |

| 8. April 2017 16:30 Uhr | 8. April 2017 9:30 Uhr | Litauen | 1:3 (0:1, 1:1, 0:1) Spielbericht | Estland | Gangneung Hockey Centre, Gangneung Zuschauer: 321 |

| 8. April 2017 21:00 Uhr | 8. April 2017 14:00 Uhr | Südkorea | 1:2 (1:1, 0:1, 0:0) Spielbericht | Rumänien | Gangneung Hockey Centre, Gangneung Zuschauer: 1.235 |

| Pl. |                | Sp | S | OTS | OTN | N | Tore  | Punkte |
| 1.  | Rumänien       | 5  | 4 | 0   | 1   | 0 | 20:08 | 13     |
| 2.  | Estland        | 5  | 1 | 3   | 0   | 1 | 17:16 | 9      |
| 3.  | Litauen        | 5  | 2 | 1   | 0   | 2 | 15:12 | 8      |
| 4.  | Südkorea       | 5  | 2 | 0   | 1   | 2 | 13:13 | 7      |
| 5.  | Großbritannien | 5  | 2 | 0   | 1   | 2 | 18:17 | 7      |
| 6.  | Kroatien       | 5  | 0 | 0   | 1   | 4 | 09:26 | 1      |

Abkürzungen: Pl. = Platz, Sp = Spiele, S = Siege, OTS = Siege nach Verlängerung (Overtime) oder Penaltyschießen, OTN = Niederlagen nach Verlängerung oder Penaltyschießen, N = Niederlagen

Erläuterungen: Aufsteiger in die Division IB, Absteiger in die Division IIB

### Gruppe B in Belgrad, Serbien
Das Turnier der Gruppe B wurde vom 13. bis 19. März 2017 in der serbischen Hauptstadt Belgrad ausgetragen. Die Spiele fanden in der 2.000 Zuschauer fassenden Ledena dvorana Pionir statt. Zunächst war das im Norden Serbiens gelegene Novi Sad als Austragungsort vorgesehen, wo in der 1.623 Zuschauer fassenden Ledena dvorana SPENS gespielt werden sollte. Aufgrund von Problemen mit dem Kühlsystem für die Eisfläche wurde das Turnier kurzfristig in die Hauptstadt verlegt. Insgesamt besuchten 3.729 Zuschauer die 15 Turnierspiele, was einem Schnitt von 248 pro Spiel entspricht.
Den Aufstieg in die Gruppe A der Division II sicherte sich überraschenderweise Vorjahresaufsteiger Australien, das sich im entscheidenden letzten Gruppenspiel gegen den Gastgeber Serbien durchsetzte. Durch den Sieg im direkten Duell gegen die punktgleichen Spanier sicherten sich die Australier den Titel. Dabei waren gleich vier der sechs Mannschaften mit jeweils neun Punkten in den Schlusstag gegangen und hatten allesamt noch eine Aufstiegschance. Im Duell um den Abstieg konnte sich Island am letzten Turniertag gegen die bis dahin ebenfalls punktlosen Belgier durchsetzen, wodurch diese in die Gruppe A der Division III abstiegen.
| 13. März 2017 13:00 Uhr (Ortszeit) | Australien | 5:2 (3:1, 2:1, 0:0) Spielbericht | Island | Ledena dvorana Pionir, Belgrad Zuschauer: 48 |

| 13. März 2017 16:30 Uhr | Spanien | 7:1 (0:0, 2:1, 5:0) Spielbericht | Belgien | Ledena dvorana Pionir, Belgrad Zuschauer: 32 |

| 13. März 2017 20:30 Uhr | Serbien | 3:2 (0:0, 2:0, 1:2) Spielbericht | Niederlande | Ledena dvorana Pionir, Belgrad Zuschauer: 723 |

| 14. März 2017 13:00 Uhr | Belgien | 1:5 (0:2, 1:3, 0:0) Spielbericht | Australien | Ledena dvorana Pionir, Belgrad Zuschauer: 53 |

| 14. März 2017 16:30 Uhr | Niederlande | 5:1 (2:0, 0:0, 3:1) Spielbericht | Island | Ledena dvorana Pionir, Belgrad Zuschauer: 42 |

| 14. März 2017 20:00 Uhr | Spanien | 4:3 (2:1, 1:2, 1:0) Spielbericht | Serbien | Ledena dvorana Pionir, Belgrad Zuschauer: 639 |

| 16. März 2017 13:00 Uhr | Niederlande | 5:2 (1:0, 1:0, 3:2) Spielbericht | Belgien | Ledena dvorana Pionir, Belgrad Zuschauer: 29 |

| 16. März 2017 16:30 Uhr | Spanien | 1:4 (0:1, 0:1, 1:2) Spielbericht | Australien | Ledena dvorana Pionir, Belgrad Zuschauer: 52 |

| 16. März 2017 20:00 Uhr | Serbien | 4:2 (1:1, 1:0, 2:1) Spielbericht | Island | Ledena dvorana Pionir, Belgrad Zuschauer: 409 |

| 18. März 2017 13:00 Uhr | Island | 0:7 (0:1, 0:4, 0:2) Spielbericht | Spanien | Ledena dvorana Pionir, Belgrad Zuschauer: 36 |

| 18. März 2017 16:30 Uhr | Australien | 1:2 (0:0, 0:1, 1:1) Spielbericht | Niederlande | Ledena dvorana Pionir, Belgrad Zuschauer: 76 |

| 18. März 2017 20:00 Uhr | Belgien | 1:3 (0:0, 0:2, 1:1) Spielbericht | Serbien | Ledena dvorana Pionir, Belgrad Zuschauer: 523 |

| 19. März 2017 13:00 Uhr | Niederlande | 2:5 (1:1, 0:0, 1:4) Spielbericht | Spanien | Ledena dvorana Pionir, Belgrad Zuschauer: 86 |

| 19. März 2017 16:30 Uhr | Island | 3:2 (2:0, 1:1, 0:1) Spielbericht | Belgien | Ledena dvorana Pionir, Belgrad Zuschauer: 47 |

| 19. März 2017 20:00 Uhr | Serbien | 1:4 (1:0, 0:4, 0:0) Spielbericht | Australien | Ledena dvorana Pionir, Belgrad Zuschauer: 934 |

| Pl. |             | Sp | S | OTS | OTN | N | Tore  | Punkte |
| 1.  | Australien  | 5  | 4 | 0   | 0   | 1 | 19:07 | 12     |
| 2.  | Spanien     | 5  | 4 | 0   | 0   | 1 | 24:10 | 12     |
| 3.  | Serbien     | 5  | 3 | 0   | 0   | 2 | 14:13 | 9      |
| 4.  | Niederlande | 5  | 3 | 0   | 0   | 2 | 16:12 | 9      |
| 5.  | Island      | 5  | 1 | 0   | 0   | 4 | 08:23 | 3      |
| 6.  | Belgien     | 5  | 0 | 0   | 0   | 5 | 07:23 | 0      |

Abkürzungen: Pl. = Platz, Sp = Spiele, S = Siege, OTS = Siege nach Verlängerung (Overtime) oder Penaltyschießen, OTN = Niederlagen nach Verlängerung oder Penaltyschießen, N = Niederlagen

Erläuterungen: Aufsteiger in die Division IIA, Absteiger in die Division IIIA

### Auf- und Abstieg
| Absteiger in die Division IIA:  | Polen               |
| Aufsteiger in die Division IB:  | Rumänien            |
| Absteiger in die Division IIB:  | Kroatien            |
| Aufsteiger in die Division IIA: | Australien          |
| Absteiger in die Division IIIA: | Belgien             |
| Aufsteiger in die Division IIB: | Volksrepublik China |

## Division III

### Gruppe A in Taipeh, Republik China (Taiwan)
Das Turnier der Gruppe A wurde vom 21. bis 27. März 2017 in Taipeh, der Hauptstadt der Republik China (Taiwan), ausgetragen. Die Spiele fanden im 800 Zuschauer fassenden Annex Ice Rink statt. Insgesamt besuchten 7.382 Zuschauer die 15 Turnierspiele, was einem Schnitt von 492 pro Partie entspricht.
Mit einer makellosen Bilanz von fünf deutlichen Siegen in ebenso vielen Spielen und einer Torbilanz von 35:1 gelang Vorjahresabsteiger und Turnierfavorit Volksrepublik China der direkte Wiederaufstieg in die Gruppe B der Division II, der sie zuvor drei Jahre in Folge angehört hatte. Den Grundstein für den Turniersieg legten die späteren Aufsteiger mit Erfolgen über die direkten Konkurrenten Israel und die Republik China. Mit lediglich einem einfachen Punktgewinn musste Aufsteiger Neuseeland den direkten Wiederabstieg in die Gruppe B der Division III hinnehmen.
Überschattet wurde das Turnier von einem Zwischenfall im Anschluss an das Prestigeduell zwischen der Gastgebernation und der Volksrepublik China. Nach der Schlusssirene checkte ein Akteur der Volksrepublik einen gegnerischen Spieler zu Boden, woraufhin es zwischen beiden Mannschaften zu Rangeleien und Schlägen kam. Dies veranlasste die Zuschauer dazu, Objekte auf die Eisfläche zu werfen. Die Spieler der Volksrepublik quittierten dies mit provokanten Gesten und dem Schwenken ihrer Landesflagge in Richtung der Zuschauerränge. Zwischen beiden Nationen schwelt seit Jahren ein politischer Konflikt über die Unabhängigkeit der Insel Taiwan. In der Folge wurden zwei Spieler der Volksrepublik für ein bzw. zwei Spiele gesperrt.
| 21. März 2017 13:00 Uhr (Ortszeit) | 21. März 2017 6:00 Uhr (MEZ) | Bulgarien | 0:6 (0:6, 0:0, 0:0) Spielbericht | Volksrepublik China | Annex Ice Rink, Taipeh Zuschauer: 200 |

| 21. März 2017 16:30 Uhr | 21. März 2017 9:30 Uhr | Neuseeland | 2:8 (0:2, 0:3, 2:3) Spielbericht | Israel | Annex Ice Rink, Taipeh Zuschauer: 150 |

| 21. März 2017 20:00 Uhr | 21. März 2017 13:00 Uhr | Türkei | 1:8 (0:3, 0:0, 1:5) Spielbericht | Republik China (Taiwan) | Annex Ice Rink, Taipeh Zuschauer: 537 |

| 22. März 2017 13:00 Uhr | 22. März 2017 6:00 Uhr | Türkei | 3:9 (1:2, 2:3, 0:4) Spielbericht | Bulgarien | Annex Ice Rink, Taipeh Zuschauer: 215 |

| 22. März 2017 16:30 Uhr | 22. März 2017 9:30 Uhr | Volksrepublik China | 3:0 (1:0, 2:0, 0:0) Spielbericht | Israel | Annex Ice Rink, Taipeh Zuschauer: 258 |

| 22. März 2017 20:00 Uhr | 22. März 2017 13:00 Uhr | Republik China (Taiwan) | 3:2 n. V. (0:0, 2:1, 0:1, 1:0) Spielbericht | Neuseeland | Annex Ice Rink, Taipeh Zuschauer: 495 |

| 24. März 2017 13:00 Uhr | 24. März 2017 6:00 Uhr | Türkei | 12:5 (3:1, 5:2, 4:2) Spielbericht | Neuseeland | Annex Ice Rink, Taipeh Zuschauer: 229 |

| 24. März 2017 16:30 Uhr | 24. März 2017 9:30 Uhr | Bulgarien | 0:3 (0:3, 0:0, 0:0) Spielbericht | Israel | Annex Ice Rink, Taipeh Zuschauer: 254 |

| 24. März 2017 20:00 Uhr | 24. März 2017 13:00 Uhr | Volksrepublik China | 4:0 (3:0, 0:0, 1:0) Spielbericht | Republik China (Taiwan) | Annex Ice Rink, Taipeh Zuschauer: 978 |

| 25. März 2017 13:00 Uhr | 25. März 2017 6:00 Uhr | Neuseeland | 0:12 (0:4, 0:3, 0:5) Spielbericht | Volksrepublik China | Annex Ice Rink, Taipeh Zuschauer: 549 |

| 25. März 2017 16:30 Uhr | 25. März 2017 9:30 Uhr | Israel | 6:2 (3:0, 2:1, 1:1) Spielbericht | Türkei | Annex Ice Rink, Taipeh Zuschauer: 633 |

| 25. März 2017 20:00 Uhr | 25. März 2017 13:00 Uhr | Republik China (Taiwan) | 4:2 (0:2, 1:0, 3:0) Spielbericht | Bulgarien | Annex Ice Rink, Taipeh Zuschauer: 1.023 |

| 27. März 2017 13:00 Uhr | 27. März 2017 7:00 Uhr (MESZ) | Volksrepublik China | 11:1 (4:1, 2:0, 5:0) Spielbericht | Türkei | Annex Ice Rink, Taipeh Zuschauer: 211 |

| 27. März 2017 16:30 Uhr | 27. März 2017 10:30 Uhr | Bulgarien | 7:2 (1:1, 2:1, 4:0) Spielbericht | Neuseeland | Annex Ice Rink, Taipeh Zuschauer: 327 |

| 27. März 2017 20:00 Uhr | 27. März 2017 14:00 Uhr | Israel | 4:1 (1:0, 2:0, 1:1) Spielbericht | Republik China (Taiwan) | Annex Ice Rink, Taipeh Zuschauer: 1.323 |

| Pl. |                         | Sp | S | OTS | OTN | N | Tore  | Punkte |
| 1.  | Volksrepublik China     | 5  | 5 | 0   | 0   | 0 | 36:01 | 15     |
| 2.  | Israel                  | 5  | 4 | 0   | 0   | 1 | 21:08 | 12     |
| 3.  | Republik China (Taiwan) | 5  | 2 | 1   | 0   | 2 | 16:13 | 8      |
| 4.  | Bulgarien               | 5  | 2 | 0   | 0   | 3 | 18:18 | 6      |
| 5.  | Türkei                  | 5  | 1 | 0   | 0   | 4 | 19:39 | 3      |
| 6.  | Neuseeland              | 5  | 0 | 0   | 1   | 4 | 11:42 | 1      |

Abkürzungen: Pl. = Platz, Sp = Spiele, S = Siege, OTS = Siege nach Verlängerung (Overtime) oder Penaltyschießen, OTN = Niederlagen nach Verlängerung oder Penaltyschießen, N = Niederlagen

Erläuterungen: Aufsteiger in die Division IIB, Absteiger in die Division IIIB

### Gruppe B in Mexiko-Stadt, Mexiko
Das Turnier der Gruppe B wurde vom 17. bis 19. März 2017 in der mexikanischen Hauptstadt Mexiko-Stadt ausgetragen. Die Spiele fanden im 4.155 Zuschauer fassenden Icedome México Sur statt. Insgesamt besuchten 900 Zuschauer die drei Turnierspiele, was einem Schnitt von 300 pro Partie entspricht.
Den gastgebenden Mexikanern gelang in souveräner Manier der direkte Wiederaufstieg in die Gruppe A der Division III. Die Mannschaft gewann sowohl ihre Auftaktpartie gegen Hongkong als auch das abschließende Turnierspiel gegen Südafrika deutlich.
| 17. März 2017 20:30 Uhr (Ortszeit) | 18. März 2017 3:30 Uhr (MEZ) | Hongkong | 1:11 (0:3, 1:3, 0:5) Spielbericht | Mexiko | Icedome, Mexiko-Stadt Zuschauer: 200 |

| 18. März 2017 20:00 Uhr | 19. März 2017 3:00 Uhr | Südafrika | 2:3 (1:1, 0:0, 1:2) Spielbericht | Hongkong | Icedome, Mexiko-Stadt Zuschauer: 100 |

| 19. März 2017 19:00 Uhr | 20. März 2017 2:00 Uhr | Mexiko | 7:2 (3:0, 2:2, 2:0) Spielbericht | Südafrika | Icedome, Mexiko-Stadt Zuschauer: 600 |

| Pl. |           | Sp | S | OTS | OTN | N | Tore  | Punkte |
| 1.  | Mexiko    | 2  | 2 | 0   | 0   | 0 | 18:03 | 6      |
| 2.  | Hongkong  | 2  | 1 | 0   | 0   | 1 | 04:13 | 3      |
| 3.  | Südafrika | 2  | 0 | 0   | 0   | 2 | 04:10 | 0      |

Abkürzungen: Pl. = Platz, Sp = Spiele, S = Siege, OTS = Siege nach Verlängerung (Overtime) oder Penaltyschießen, OTN = Niederlagen nach Verlängerung oder Penaltyschießen, N = Niederlagen

Erläuterungen: Aufsteiger in die Division IIIA

### Auf- und Abstieg
| Absteiger in die Division IIIA:  | Belgien             |
| Aufsteiger in die Division IIB:  | Volksrepublik China |
| Absteiger in die Division IIIB:  | Neuseeland          |
| Aufsteiger in die Division IIIA: | Mexiko              |